# 科爾斯希爾
科爾斯希爾（Coleshill，/ˈkoʊzəl/）是英格蘭沃里克郡北沃里克郡區的一個城鎮。據2011年人口普查，科爾斯希爾有人口6,481人。在鐵器時代時這裡就已經有人居住。當地最著名的建築是聖彼得和聖保羅教堂。